# Pedro Lobos
Pedro Lobos (Putaendo, 1919 — Santiago, 1968) est un peintre et graveur chilien.

## Biographie

### Jeunesse et formation
Pedro Lobos naît à Putaendo le 7 décembre 1919.
Porté très tôt sur le dessin, Lobos rencontre le sculpteur Samuel Román (es), qui l'encourage à étudier la peinture à l'école des arts appliqués de Santiago (es). Il commence à y prendre les cours du soir à partir de 1939, travaillant comme ouvrier textile le jour. Il rejoint par la suite l'atelier de Laureano Ladrón de Guevara à l'école des Beaux-Arts (es).
Pedro Lobos et Julio Escámez sont choisis comme assistants de Gregorio de la Fuente pour réaliser la peinture murale Historia de Concepción (1943-1946), dans l'ancienne gare centrale de Concepción (es),.
En 1948, il reçoit une bourse de deux ans de l'Institut de coopération intellectuelle de l'université du Chili pour étudier la peinture murale au Brésil, où il est l'élève de Candido Portinari puis une autre du gouvernement mexicain, qui lui permet d'étudier avec les muralistes mexicain Diego Rivera et David Alfaro Siqueiros. Il approfondit sa connaissances des techniques de l'estampe auprès de Leopoldo Méndez et de Pablo O'Higgins.

### Carrière
Pedro Lobos se spécialise dans la peinture murale et en réalise dans plusieurs pays d'Amérique du Sud : Argentine, Chili, Équateur, Guatemala, Uruguay et Venezuela. Dans son pays, la plus célèbre est celle de l'hôpital John Kennedy de Valdivia, qu'il a peinte en collaboration avec sa femme, Elisa Urzúa, entre 1961 et 1962 ; la fresque a été déplacée en 2000 au parc Saval de la même ville, le bâtiment devant être détruit.
Il occupe aussi des fonctions de professeur d'art dans plusieurs pays, enseignant notamment la gravure à l'école des arts appliqués de Santiago jusqu'à sa mort. En 1954, le gouvernement équatorien l'embauche pour créer l'atelier de gravure de l'écoles des Beaux-Arts de Guayaquil et contribue à créer l'école d'Arts plastiques de Mérida de l'Université des Andes en 1958.
Pedro Lobos meurt à le 30 juillet 1968 à Santiago du Chili.

## Œuvre
Pedro Lobos a produit des estampes, des dessins, des peintures murales et des peintures de chevalet. Il est l'un des premiers représentants du muralisme chilien.
Il aborde principalement des thèmes du réalisme social (es), tels que les thèmes de l'enfance, la maternité, la vie paysanne, la pauvreté et la lutte sociale, qu'il dépeint à travers le prise de ses origines paysannes et de son militantisme au sein du parti communiste. Les sujets représentés acquièrent une place prépondérante dans la composition de chacune de ses œuvres, avec des traits et des gestes très marqués.
Pedro Lobos a aussi écrit des chroniques sur l'art pour divers journaux, notamment El Sur (es).

### Publication
- (es) De la trágica noche del pueblo y su esperanza, Ediciones del Grupo Arte Continente, 1950.

### Conservation
Les œuvres de Pedro Lobos sont principalement conservées dans des institutions publiques argentines et chiliennes :
- Chili
  - Asociación Chilena de Seguridad (es), Santiago
  - Centrale unique des travailleurs du Chili, Santiago
  - Hotel la Frontera, Temuco
  - Musée d'Art contemporain de Santiago (es)
  - Musée d'Art et d'Artisanat de Linares (es)
  - Musée historique national (es), Santiago
  - Musée national des Beaux-Arts, Santiago
  - Parc Saval, Valdivia
  - Casa del Arte (es), pinacothèque de l'université de Concepción, Concepción
  - Sindicato Compañía de Acero del Pacífico, Talcahuano
- Uruguay
  - Association latino-américaine d’intégration, Montevideo

## Postérité
De nombreuses rétrospectives ont été organisées au Chili et à l'étranger, notamment au musée d'Art contemporain de Santiago (es), au musée historique national (es) et au musée national des Beaux-Arts de Santiago.
En 2019, la municipalité de Putaendo célèbre les 100 ans de la naissance de Pedro Lobos en organisant des événements jusqu'à la fin de l'année et pendant tout 2020 et a renommé une rue à son nom.